# Teresa Kramarska
Teresa Kuna-Kramarska (ur. 1942 w Warszawie) – polska piosenkarka, aktorka teatralna i telewizyjna, artystka kabaretowa, parodystka. Członkini Związku Artystów Scen Polskich ZASP i Stowarzyszenia Artystów Wykonawców Utworów Muzycznych i Słowno-Muzycznych SAWP.

## Życiorys
Rodowita warszawianka. W roku 1944 podczas okupacji niemieckiej wraz z ojcem Wacławem Kramarskim, złapana i jednocześnie ocalona z łapanki w rejonie ulic Górczewskiej, Działdowskiej i Kolonii Wawelberga na warszawskiej Woli. Jako 20-kilkulatka występowała w stołecznych klubach młodzieżowych: Uśmiech, Bilonik i Finka. W latach 1972–1973 była laureatką organizowanych przez Polskie Radio, konkursów piosenkarskich pod nazwą „Kolorowy Mikrofon”. W latach 1973–1974 była aktorką prowadzonego przez Wojciecha Młynarskiego Teatrzyku Małych Form, działającego przy Staromiejskim Domu Kultury w Warszawie. 
W latach 1975–1976 była aktorką i piosenkarką Centralnego Klubu Studentów Politechniki Warszawskiej „Stodoła”. Poza nim występowała także na deskach wielu innych klubów studenckich, m.in. Hybrydy i Medyk. W roku 1975 wraz z zespołem kabaretu Stodoła odbyła trasę koncertową, występując w Polsce Północnej, tj. w Drawsku Pomorskim, Połczynie-Zdroju, Kołobrzegu i Koszalinie. Śpiewała piosenki z akompaniamentem: Janusza Bogackiego, Witolda Krotochwila, Wojciecha Kamińskiego, Zbigniewa Kmicińskiego, Tadeusza Suchockiego, Benedykta Rupiewicza, Jerzego Muczyńskiego, Michała Śladowskiego, Tadeusza Woźniakowskiego, Krzysztofa Żurawskiego, Lecha Szprota i Marcina Mazurka.
Wygrała eliminacje na nabór do Państwowego Zespołu Ludowego Pieśni i Tańca „Mazowsze” u Miry Zimińskiej-Sygietyńskiej, lecz z uwagi na zbyt wysoki wzrost została skierowana do dyrektora Zespołu Pieśni i Tańca „Śląsk” – Stanisława Hadyny. Jednak wówczas piosenkarka zmuszona była przerwać karierę estradową ze względu na sprzeciw rodziców (przede wszystkim matki). Po kilku latach zdobyła zawód technika chemika – analityka. Jednak wstąpienie w związek małżeński i założenie rodziny, uniemożliwiło jej powrót na scenę i kontynuowanie kariery piosenkarskiej.
Swój powrót na estradę rozpoczęła w 2008 roku od wizyty u swojego dawnego współpracownika, znanego z Estrady i z Zespołu Pieśni i Tańca Mazowsze kompozytora, aranżera, pianisty, dyrygenta, chórmistrza i konsultanta muzycznego prof. Tadeusza Suchockiego, który wydał pozytywną opinię i nie widział przeciwwskazań co do jej powrotu na scenę. Niedługo potem wystąpiła w finale Szansy na sukces z piosenkami Marka Grechuty i Alicji Majewskiej. Obecnie artystka występuje na deskach licznych warszawskich Domów Kultury i klubów seniora. W jej repertuarze niezmiennie znajdują się piosenki retro oraz przeboje z lat 50., 60. i 70., które śpiewała w pierwszej fazie swojej kariery. Nagrała album z piosenkami autorskimi z towarzyszeniem Orkiestry Rozrywkowej Politechniki Warszawskiej pod nazwą The Engineers Band pod batutą Dariusza Łapińskiego. 
W latach 2010–2013 występowała m.in.:
- w kabaretach;
- w uzdrowiskach: Polańczyk, Busko-Zdrój, Kudowa-Zdrój, Szczawno Zdrój, Polanica-Zdrój, Połczyn-Zdrój, Solcu Kujawskim, Konstancin-Zdrój i Jedlinie-Zdroju;
- w Centrach Edukacji Kulturalnej i Mediatece w Warszawie;
- w Domach Kultury: Śródmieście, Bielany, Wola, w Kole, Wesoła, Praga-Południe, Ochota, Ursynów, Natolin, Jelonki, Okęcie, Włochy, Zielonka, Mrozy, Wołomin, Magdalenka, Nieporęt i Prószków;
- w muszlach koncertowych: Pragi Południe i Woli;
- w występach plenerowych, tj.: Trakcie Królewskim, Kępie Potockiej, w Sulejówku, Bielanach, Żoliborzu, Raszynie, Ogrodzie Saskim, Święcie Saskiej Kępy, Bańskiej Szczawnicy i chorwackiej Koversadzie.
- dla klubów Seniora w warszawskich dzielnicach Koło, Ochota, Praga Południe, Bielany, Żoliborz i Skolimowie (Dom Artystów Weteranów Scen Polskich);
- dla emerytów – studentów Uniwersytetów III wieku na zakończenie roku akademickiego na torach wyścigów konnych;
- dla środowisk mniejszych miast polskich z okazji świąt regionalnych i dożynek;
- dla strongmanów podczas Pucharu Polski;
- z balkonu Pałacu w Jedlince dla publiczności zgromadzonej na dziedzińcu pałacowym;
- w finale Festiwalu Piosenki Retro im. Mieczysława Fogga;
- w półfinale talent show Must Be the Music. Tylko muzyka z piosenkami Sławy Przybylskiej i Hanki Ordonówny w Telewizji Polsat (została pochwalona przez jurorkę Elżbietę Zapendowską);
- w Ogólnopolskim Festiwalu im. Janusza Gniatkowskiego w Poraju;
- w Bielańskim Ośrodku Kultury;
- w sali klubowej Teatru Rampa.

Dla seniorów śpiewa piosenki i w roli Asystentki Profesora wygłasza tzw. Wesołe Wykłady o Piosence Polskiej dla Uniwersytetów Trzeciego Wieku w duecie Krzysztof Kietczerem w roli Profesora. Zaś tematyka wykładów to: 
- Wielkie Damy Polskiej Piosenki (część 1 i 2);
- Popularność Wojciecha Młynarskiego i przygody Pani Krysi z turnusu III;
- Piosenka polska narodowym skarbem Polski – wykład inauguracyjny;
- Franciszek Walicki twórca polskiego rock and roll zwanego big beatem;
- Polscy piosenkarze i wielkie duety okresu powojennego.

## Odznaczenia
- Brązowy Medal „Zasłużony Kulturze Gloria Artis” – 2025[3]